# Dennis Edwards
Dennis Edwards (n. 3 februarie 1943, Fairfield⁠(d), Alabama, SUA – d. 1 februarie 2018, Chicago, Illinois, SUA) a fost un cântăreț de muzică soul și R&B, fiind cunoscut îndeosebi ca unul dintre soliștii vocali ai trupei The Temptations, după ce l-a înlocuit pe David Ruffin. Este tatăl lui Issa Pointer, a cărei mamă este Ruth Pointer de la The Pointer Sisters.
1. 1 2 3 4 5 6  Library of Congress Authorities, accesat în 3 februarie 2021
2. 1 2  Dennis Edwards, Autoritatea BnF
3. 1 2 3 4 5   https://news.stlpublicradio.org/arts/2018-02-02/obituary-dennis-edwards-legendary-6th-temptation, accesat în 3 februarie 2021 Lipsește sau este vid: |title= (ajutor)
4. 1 2 3  Chicago Tribune, accesat în 3 februarie 2021